# Kazimierz Śladewski
Kazimierz Śladewski (ur. 1932, zm. 2003) – poeta, autor kilkunastu tomików wierszy: „W gałęziach snu” (1960), „Refreny światła” (1964), „Wiklinowe furtki” (1968), „Zrąb” (1975), „Piaszczysta gwiazda” (1979), „Dotyk chłodu” (1980), „W starej bramie” (1987). Także wierszy dla dzieci i fraszek. Członek Związku Literatów Polskich.
Przez krytyków zaliczany był do tzw. nurtu chłopskiego w polskiej poezji powojennej. W twórczości często odwoływał się do wspomnień z dzieciństwa, spędzonego w kurpiowskiej wiosce Nagoszewo. Drugi nurt jego poezji można określić jako „sanatoryjny” – są to reminiscencje z licznych pobytów w szpitalach i santoriach przeciwgruźliczych, w charakterze zarówno pacjenta, jak i terapeuty. Trzeci nurt stanowi liryka, w której niektórzy widzą wpływy Leopolda Staffa.
Osiadły w 1963 roku na stałe w Otwocku, poświęcił temu miastu wiele wierszy i esejów. Stał się rozpoznawalnym lokalnym działaczem kulturalnym, propagującym i upowszechniającym poezję, także śpiewaną. Był pierwszym prezesem Stowarzyszenia Twórców i Animatorów Kultury im. Michała Elwiro Andriollego w Otwocku, w latach 2002–2003.
Pomysłodawca i Członek Kapituły Ogólnopolskiego Otwartego Konkursu Poezji im. Zbigniewa Herberta.